# Embu (lud)

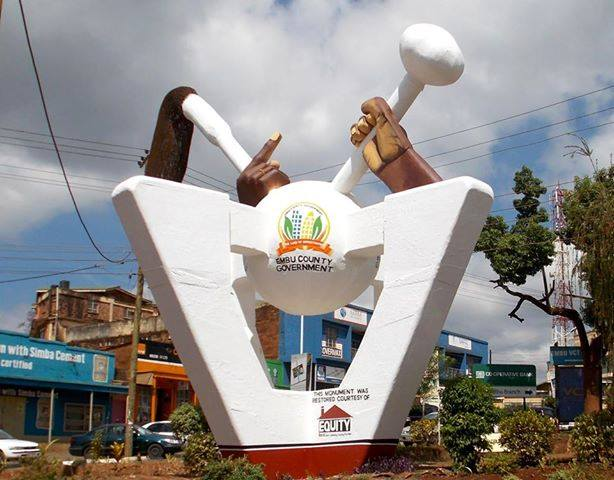
Pomnik hrabstwa Embu w Embu (2014)

Embu, Aembu, Waembu – jeden z ludów Bantu, zamieszkuje hrabstwo Embu w Kenii. Ich populacja wynosi 608 599 osób. Używają języka embu. 

## Pochodzenie
Lud Embu jest pochodzenia bantuskiego. Zamieszkuje południowe, nawietrzne stoki i pola uprawne masywu wulkanicznego Kenia. Pod względem kulturowym i językowym najbliżej im do Kikuju, Meru i Kamba. 

## Mitologia
Mitologia Embu twierdzi, że lud Embu pochodzi z obecnego gaju Mwenendega w głębi Embu, w pobliżu miasta Runyenjes. Według tejże mitologii Bóg (Ngai) stworzył Mwenendegę i dał mu piękną żonę. Mwenendega zabrał swoje bydło do wodopoju w Gogo Salt Lick i znalazł dziewczynę, która początkowo nie chciała z nim rozmawiać. Po wielu namowach porozmawiała z nim i zmusiła go, by przysiągł, że nigdy nie powie jej negatywnych rzeczy ani jej nie wykorzysta, ponieważ dosięgną go za to konsekwencje. Rodzice kobiety nie byli znani, dlatego wierzono, że została zesłana przez Boga. Pewnego dnia oboje, jako mąż i żona, uczestniczyli w ceremonii, podczas której Mwenendega złamał obietnicę i zganił swoją żonę. Spadł ulewny deszcz, a powódź zatopiła starą parę. Ich dzieci przeżyły, a ich potomkowie wypełnili ziemię Embu. Para była bogata, a ich potomkowie zaludnili resztę Embu.